# Jorge Rajado
Jorge Rajado Ruiz (Madrid, España, 16 de mayo de 2006) es un futbolista español que juega como centrocampista en el Atlético de Madrid "B" de la Segunda Federación.

## Estadísticas

### Clubes
Actualizado al último partido disputado el 30 de mayo de 2023.
| Club                            | Div.          | Temporada     | Liga  | Liga  | Liga   | Copas nacionales | Copas nacionales | Copas nacionales | Copas internacionales | Copas internacionales | Copas internacionales | Total | Total | Total  |
| Club                            | Div.          | Temporada     | Part. | Goles | Asist. | Part.            | Goles            | Asist.           | Part.                 | Goles                 | Asist.                | Part. | Goles | Asist. |
| ------------------------------- | ------------- | ------------- | ----- | ----- | ------ | ---------------- | ---------------- | ---------------- | --------------------- | --------------------- | --------------------- | ----- | ----- | ------ |
| Atlético de Madrid "B" · España | 4.ª           | 2023-24       | 0     | 0     | 0      | ―                | ―                | ―                | ―                     | ―                     | ―                     | 0     | 0     | 0      |
| Atlético de Madrid "B" · España | Total club    | Total club    | 0     | 0     | 0      | 0                | 0                | 0                | 0                     | 0                     | 0                     | 0     | 0     | 0      |
| Total carrera                   | Total carrera | Total carrera | 0     | 0     | 0      | 0                | 0                | 0                | 0                     | 0                     | 0                     | 0     | 0     | 0      |